# Linha Nova
Linha Nova är en kommun i Brasilien.   Den ligger i delstaten Rio Grande do Sul, i den södra delen av landet, 1 600 km söder om huvudstaden Brasília. Antalet invånare är 1 624. Arean är 64 kvadratkilometer.
Terrängen i Linha Nova är kuperad.
I omgivningarna runt Linha Nova växer i huvudsak städsegrön lövskog. Runt Linha Nova är det tätbefolkat, med 276 invånare per kvadratkilometer.